# Stranglehold (película de 1963)
Stranglehold es una película británica de acción y drama de 1963, dirigida por Lawrence Huntington, escrita por Guy Elmes y Joy Garrison, musicalizada por Eric Spear, en la fotografía estuvo S.D. Onions y los protagonistas son Macdonald Carey, Barbara Shelley y Philip Friend, entre otros. El filme fue realizado por Argo Film Productions, se estrenó el 24 de febrero de 1963.

## Sinopsis
Un actor reconocido de cine tiene el papel de un mafioso desalmado. Los problemas empiezan en el momento que confunde la realidad con su empleo y cree que de verdad es un mafioso.